# زنبق‌های شمشیری
زنبق‌های شمشیری (نام علمی: Iris subg. Xiphium) نام یک زیرسرده از سرده زنبق است.